# ۳۰۸ (میلادی)
۳۰۸ (میلادی) سیصد  و هشتمین سال تقویم میلادی است.

## رویدادها
- مارسلوس یکم پس از پاپ مارسلینیوس به عنوان ۳۰امین پاپ کلیسای کاتولیک رم انتخاب شد.

## درگذشتگان
‎